# Карп, Ричард Мэннинг
Ричард Мэннинг Карп (англ. Richard Manning Karp; род. 3 января 1935 года, Бостон, США) — американский учёный в области теории вычислительных систем, лауреат премии Тьюринга.
Член Национальной академии наук США (1980), Национальной инженерной академии США (1992), иностранный член Французской академии наук (2002).

## Биография
Ричард Карп родился в 1935 году в семье учителя математики и директора средней школы Эйбрахама Луиса Карпа (1908—1981) и его жены Розы (Роуз) Карп (1912—2000), из семей еврейских иммигрантов из России, в Бостоне, штат Массачусетс. С ним росли двое младших братьев Роберт и Дэвид (род. 1944, социолог) и младшая сестра Кэролин.
Окончив школу, Ричард поступил в Гарвардский университет, где получил степени бакалавра (1955), магистра наук (1956) и наконец доктора философии по прикладной математике в 1959 году.
После учёбы Ричард Карп работал 9 лет в исследовательском центре IBM (Исследовательский центр Томаса Вотсона).
В 1968 году он получил профессуру по информатике, математике и исследованию операций в калифорнийском университете Беркли, где и работает по сей день, не считая четырёхлетнего перерыва на работу в Вашингтонском университете (в Сиэтле).

## Вклад
В 1971 году Карп вместе с Джеком Эдмондсом разработал алгоритм для нахождения максимального потока в транспортной сети, названный в их честь.
Год спустя, Карп опубликовал свой труд «Reducibility Among Combinatorial Problems», в котором он доказал NP-полноту для 21 задачи.
В 1973 году Карп и Джон Хопкрофт опубликовали алгоритм Хопкрофта — Карпа, который является самым быстрым известным методом для нахождения максимальных соответствий количества элементов в двудольных графах.
В 1980 году, вместе с Ричардом Дж. Липтоном, Карп доказал теорему Карпа — Липтона.
В 1987 году, вместе с Майклом Рабином, Карп разработал алгоритм поиска подстроки, названный в их честь.
Ричард Карп сделал много других важных открытий в информатике и исследовании операций в области комбинаторных алгоритмов.
На сегодняшний день он занимается исследованиями в биоинформатике.

## Признание
- В конце февраля 2009 года Карп занимал 35 место в списке самых цитируемых авторов в проекте CiteSeer.[10]
- 1977 — Премия Фредерика Ланчестера[англ.], ORSA
- 1979 — Премия Фалкерсона, Американское математическое общество
- 1985 — Премия Тьюринга «за его продолжительный вклад в теорию алгоритмов, в том числе за разработку эффективных алгоритмов для потоков на сетях и других комбинаторных оптимизационных задач, сопоставление вычислений полиномиальной сложности с интуитивным понятием эффективности, и, самое главное, за вклад в теорию NP-полноты.»
- 1987 — Лекция Джона фон Неймана
- 1990 — Теоретическая премия фон Неймана, ORSA
- 1994 — почётное членство ACM
- 1995 — Премия имени Чарльза Беббиджа
- 1996 — Национальная научная медаль США
- 1998 — Премия Харви, Израильский технологический институт
- 2004 — Медаль Бенджамина Франклина[11]
- 2008 — Премия Киото
- 2008 — Премия Диксона